# Parathelepus collaris
Parathelepus collaris é uma espécie de anelídeo pertencente à família Terebellidae.
A autoridade científica da espécie é Southern, tendo sido descrita no ano de 1914.
Trata-se de uma espécie presente no território português, incluindo a sua zona económica exclusiva.